# Алефана (Фрозиноне)
Алефана (итал. Alefana) је насеље у Италији у округу Фрозиноне, региону Лацио.
Према процени из 2011. у насељу је живело 45 становника. Насеље се налази на надморској висини од 370 м.